# هوابرد (فیلم ۲۰۱۲)
«هوابرد» (انگلیسی: Airborne (2012 film)) فیلمی در ژانر ترسناک است که در سال ۲۰۱۲ منتشر شد. از بازیگران آن می‌توان به مارک همیل، گما اتکینسون، و جولیان گلاور اشاره کرد.